# Железнодорожные ветки Фурмановского района
На территории Фурмановского района Ивановской области сейчас насчитывается 5 действующих железнодорожных веток основной неэлектрифицированной магистрали Иваново — Ярославль.

## Ст. Малаховская — Новинковский разъезд (- Фурмановское ДРСУ № 2) — пос. Хромцово
Ветка, главным образом, используется для отгрузки песка, гравия и щебня с ОАО «Хромцовский карьер» — самого крупного производителя нерудной продукции в Ивановской области. Обслуживает более 2 тыс. полувагонов и думпкаров в месяц (2008). Продукция поставляется в Московскую, Ивановскую, Костромскую, Владимирскую, Ярославскую, Нижегородскую, Вологодскую и Тульскую области, а также в Мордовию. Разработка хромцовской группы валунно-гравийно-песчаных месторождений началась в 1971 г. Общая длина путей ветки составляет 15,29 км (2005). По состоянию на 2005 г., путь обслуживался локомотивом ОАО «Ивановское межотраслевое предприятие промышленного железнодорожного транспорта № 1» (ИМППЖТ № 1) .

### Станция Малаховская
Станция Малаховская построена владельцами фабрики в Дуляпине, братьями Малаховыми.

### Участок «Ст. Малаховская — Новинковский разъезд»
Протяженность пути со станции Малаховская до разъезда у деревни Новинки — 4,232 км. Его границей считается соответствующий знак, установленный на Малаховской у изолированного стыка путей. Участок находится на балансе ОАО «Российские железные дороги». 22 апреля 2004 г. РЖД исключила его из числа путей общего пользования. В 2004—2005 гг. это решение пыталось оспорить в судах ИМППЖТ № 1, считавшее, что путь не может иметь статус «необщего пользования», пока он находится в собственности РЖД .

### Участок «Новинковский разъезд — Фурмановское ДРСУ № 2»
Участок от новинковского разъезда до Фурмановского ДРСУ № 2 протяженностью 1,752 км также находится на балансе РЖД (2005) .

## Участок «Новинковский разъезд — пос. Хромцово»
Вторая ветка разъезда, уходящая правее на Хромцово, принадлежит ОАО «Хромцовский карьер». Общая протяженность её путей составляет 9,306 км .
Подъездные пути карьера не в последнюю очередь в последние годы делали «Хромцовский карьер» притягательным объектом собственности. Периодически «Хромцовский карьер» сталкивалася с проблемой «отдельных злоупотреблений владельцем подъездных путей железнодорожного транспорта» и нехваткой или несвоевременной подачей вагонов (2008) . Наблюдатели связывали проблемы с попыткой клиентов обеспечить первоочередное удовлетворение заявки на поставку. Корреспондент газеты «Частник» Оксана Болецкая: «Изобретательны оказались ярославские строители. Поскольку отгрузка материалов с карьера идет через железную дорогу, то, как только ярославцы начинают чувствовать себя обиженными, на „Хромцовский“ перестают поступать свободные вагоны (надеюсь, всем известно, где находится территориальное управление Северной железной дороги)»  (2003).

## Ст. Фурманов — ст. Красинское (- ст. Приволжск) — ст. Волгореченск
Ветка обеспечивала железнодорожные грузоперевозки в Приволжск, Волгореченск, Яковлевское. До 1970-х гг. ветка оставалась малодеятельной. От Яковлевского на Фурманов ходил маневровый паровоз. Активное движение открылось с началом строительства Костромской ГРЭС и Волгореченска, куда была также проложена железная дорога, для доставки стройматериалов и мазута. В эти годы ветка обслуживала более десятка составов в сутки. Для Яковлевского льнокомбината шли вагоны с волокном, льном и химикатами, обратно — с готовой продукцией, на хлебоприемный пункт шло зерно, цистерны с мазутом на нефтебазу. В последние годы за смену через станцию следуют лишь 1-2 поезда на Волгореченск, раз в неделю — вагон до Приволжска и цистерны химикатов для яковлевской мануфактуры. 
С 22 сентября 2023 г. открыто пассажирское движение скоростных поездов "Орлан" сообщением Иваново-Фурманов-Приволжск-Волгореченск.

### Станция Красинское
Открыта в 1968 году. Сейчас расположена на территории Приволжского района. Станцию планировалось закрыть в 2008 г. Убыточна (2008). Название получила по предложению дорожного мастера Р.Смурова, хотя была и другая идея — назвать станцию «Таха». В 1960-70-х гг. существовала узкоколейка на д. Поверстное. Здание типично для сельских железнодорожных станций — кирпичная постройка с центральным входом со ступеньками, симметричным левым и правым крылом, название — сверху черным по белому. Последние 20 лет начальником станции являлась Марита Цапалова. В годы строительства Волгореченска и Костромской ГРЭС станция имела свой локомотив, и штат из 20 сотрудников (стрелочницы, дежурный по станции, кочегар, рабочий, начальник станции). Часть персонала жила в пос. Мелехово, который активно начал застраиваться с открытием движения на Волгореченск. Приезжим была обещана квартира. Некоторые молодые семьи получали «двушки», однако без удобств. Существовала проблема с отоплением и питевой водой: не было ни водопровода, ни колодца. Воду доставляли в цистернах, либо ходили за ней в Приволжск, помещения отапливали печками. В Мелехове работал магазин отдела рабочего снабжения Северной железной дороги (сейчас закрыт). С 1996 г. грузовая станция закрыта, все функции переданы в Фурманов. В 2008 г. станцию было решено ликвидировать, оставив перегон Фурманов-Волгореченск и упразднив приволжскую ветку. К 2008 в штате оставались 4 сотрудника. 2 года в Мелехове не чистится канализация, не вывозится мусор — жители выбрасывают его в овраг, который подступает к жилым домам. Старые тополя мешают электропроводам. Газификация не предусмотрена. В последние годы техника и вагоны часто разворовывалась. Бывший станционный электромеханик сигнализации, централизации и блокировки Юрий Яблоков: «Охотники за металлом то светофор разобьют, то утащат что-нибудь». До последнего времени станция управлялась старым блокировочным аппаратом размером с комнату. Начальник станции Марита Цапалова: «Таких больше нигде нет, и приезжие очень удивляются такой диковине». Кабинет начальника был компьютеризирован.

### Станция Приволжск
В товарной конторе в Приволжске в 1970-х гг. работало 9 человек.

## Разобранные железнодорожные ветки
Ранее, на территории района также находились ныне несуществующие ветки:

## Пакгауз фурмановской фабрики № 2 — бывшие Исаевские торфоразработки
Узкоколейная железная дорога Фурмановского торфопредприятия. Обеспечивала доставку топливного торфа для прядильно-ткацких фабрик г. Фурманов. Ликвидирована ориентировочно в 1960-е гг. По некоторым данным, позднее продолжала работать узкоколейная железная дорога в пределах территории прядильно-ткацкой фабрики № 2 .